# Thomas Fairfax, III lord Fairfax di Cameron
Thomas Fairfax, III lord Fairfax di Cameron (Denton Hall, 12 gennaio 1612 – Nunappleton, 21 novembre 1671) è stato un generale inglese.
Fu un valente comandante della compagine parlamentare e comandante in capo durante la guerra civile inglese. Generale di gran talento, Fairfax guidò il parlamento a diverse vittorie, ma venne surclassato per fama dal suo subordinato Oliver Cromwell, che era politicamente più dotato e radicale nelle azioni contro Carlo I. Fairfax iniziò quindi a dirsi insoddisfatto della politica di Cromwell e si rifiutò pubblicamente di prendere parte al processo contro il sovrano. Così facendo egli lasciò però il controllo incondizionato della repubblica a Cromwell. Durante il periodo della restaurazione monarchica seguita alla caduta del governo del Commonwealth inglese, si distinse ancora una volta come militare sul campo di battaglia. Gli occhi ed i capelli scuri gli valsero il soprannome di Black Tom.

## Biografia

### I primi anni
Thomas Fairfax nacque a Denton Hall, presso Ilkley, nello Yorkshire, il 17 gennaio 1612, figlio primogenito di Ferdinando, lord Fairfax. Studiò quindi al St John's College di Cambridge ed al Gray's Inn (1626–28), entrando quindi volontario nella spedizione di Sir Horace Vere per combattere i protestanti nei Paesi Bassi. Nel 1639 ebbe il comando di parte dei dragoni dello Yorkshire che marciarono con Carlo I contro gli scozzesi nella Prima guerra dei vescovi, che terminò con la Pacificazione di Berwick prima ancora che si combattesse. Nella Seconda guerra dei vescovi, l'anno successivo, l'esercito inglese venne accerchiato nella Battaglia di Newburn. Fairfax dovette ritirarsi assieme al resto dell'esercito sconfitto, ma ricevette comunque grandi onorificenze per il servizio prestato nel gennaio del 1641.

### Eventi prima della guerra civile

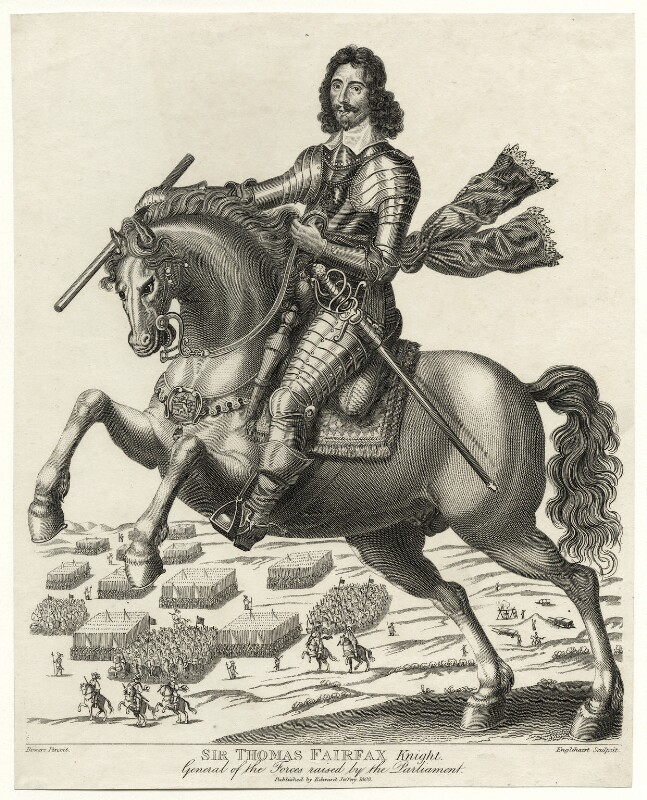
Sir Thomas Fairfax, Knight, incisione del 1680. National Portrait Gallery

I Fairfax, padre e figlio, avevano servito sotto re Carlo I, ma si erano opposti alle arbitrarie prerogative della corona, e sir Thomas aveva dichiarato che "il suo giudizio era a favore del parlamento in quanto esso era il più sicuro consiglio per il re e per il regno". Quando Carlo predispose per la creazione di una sua guardia personale a York, intendendo con tale mossa iniziare a formare il nucleo di un proprio esercito personale, quasi presagendo quello che sarebbe di lì a qualche anno accaduto, Fairfax fu scelto dal parlamento per presentare al re una petizione per implorarlo di recedere dalle sue intenzioni e di ascoltare invece la voce dei parlamentari. Carlo evitò di ricevere la comunicazione e anzi uscì a cavallo, ma Fairfax lo inseguì, appuntandogliela sulla sella.

### La guerra civile
Quando scoppiò la guerra civile nel 1642, suo padre, lord Fairfax, venne nominato generale delle forze parlamentari a nord, e sir Thomas divenne tenente generale dei cavalieri a lui sottoposti. Padre e figlio si distinsero nelle campagne nello Yorkshire.
Talvolta sconfitto, il più delle volte vittorioso, sempre energico, prudente e pieno di risorse, Fairfax mantenne alto l'onore dell'Inghilterra sino alla crisi del 1644, quando York venne tenuta dal marchese di Newcastle contro le forze combinate di parlamentari e scozzesi, ed il principe Rupert. Si ebbe dunque uno scontro a Marston Moor (2 luglio 1644), che si dimostrò decisivo. Il più giovane dei Fairfax si distinse per coraggio nello scontro e, pur gravemente ferito, decise di aderire alle idee di Oliver Cromwell. Uno dei suoi fratelli, il colonnello Charles Fairfax, venne ucciso durante lo scontro. Il marchese di Newcastle abbandonò il regno ed i realisti abbandonarono le speranze di placare la situazione e mantenere la città. La città di York venne presa, e tutto il nord ben presto si sottomise ai parlamentari.
Nel sud e nell'ovest dell'Inghilterra, ad ogni modo, la causa realista continuava ad essere sostenuta. La guerra era perdurata per due anni, e la nazione iniziava a non sopportare più gli eccessi dei militari e l'eccessiva tassazione imposta. L'insoddisfazione serpeggiava ormai anche tra i comandanti militari e pertanto venne approvata la Self-denying Ordinance. Questo stabilì innanzitutto la rimozione del conte di Essex dalla carica di supremo comandante dell'esercito, assieme ad altri membri del parlamento. Questo atto venne seguito dalla New Model Ordinance, che rimpiazzò i reggimenti levati localmente con un unico e più forte esercito statale. Sir Thomas Fairfax venne prescelto quale nuovo generale, con Cromwell quale suo tenente generale e comandante della cavalleria. Dopo una breve campagna il "New Model" diede prova della sua utilità, e "il nuovo brutale generale dei ribelli", come il re lo definiva, diede prova delle sue capacità come comandante in capo nella decisiva vittoria di Naseby (14 giugno 1645). Il re si rifugiò nel Galles. Fairfax assediò Leicester, e riuscì vittorioso a Taunton, Bridgwater e Bristol, sottomettendo alla sua causa ben presto l'intero ovest.

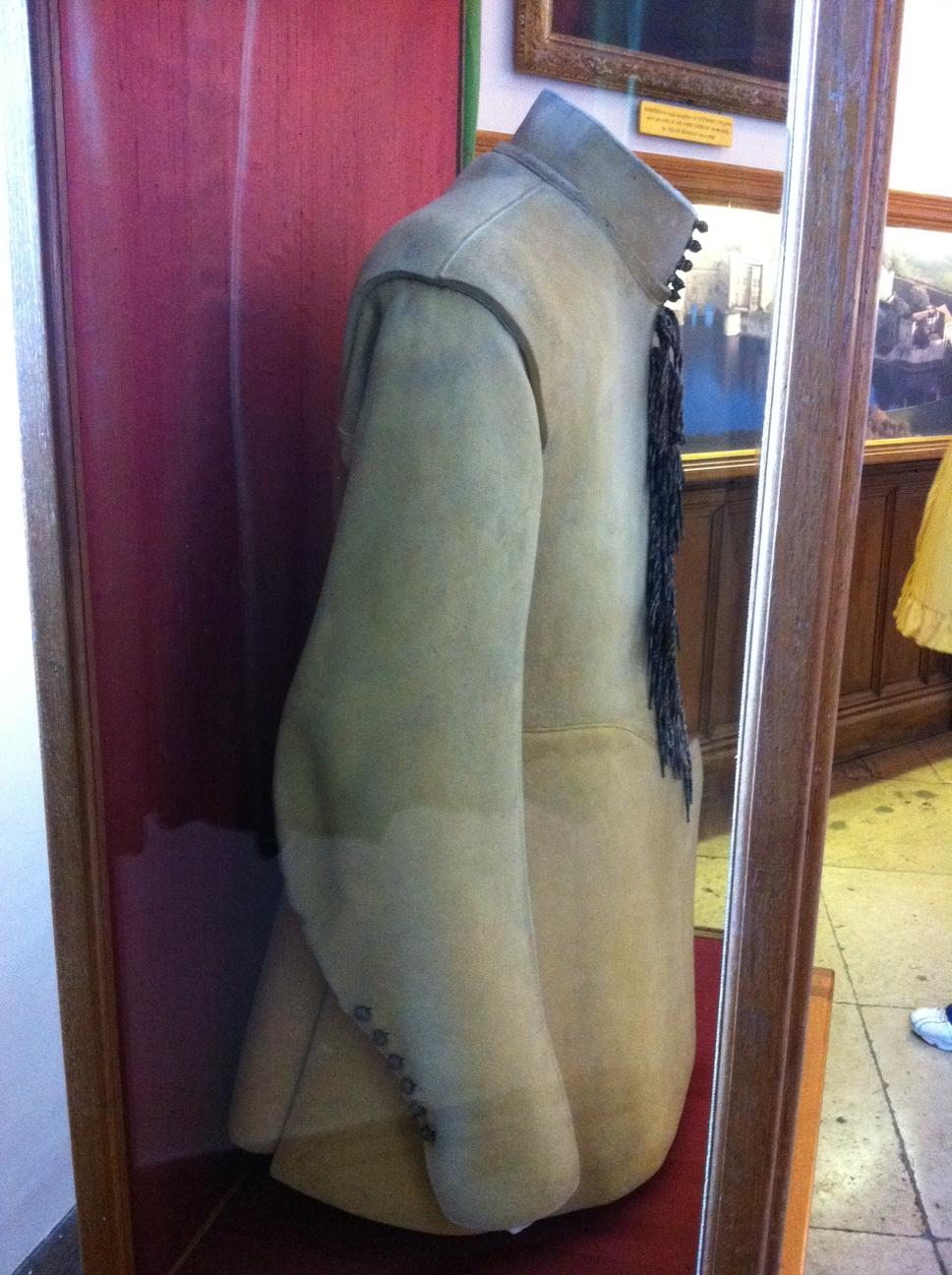
Farsetto indossato da Fairfax nella Battaglia di Maidstone nel 1648

Fairfax giunse a Londra il 12 novembre 1645. Nel suo avvicinarsi alla capitale venne accompagnato da una folla plaudente e con lui si complimentarono anche molti parlamentari, con doni di gioielli, oro e diamanti . Il re era tornato dal Galles e si era intanto stabilito in gran segreto a Oxford, dove disponeva di una sempre presente ma ormai vacillante guarnigione, procedendo verso Newark per incontrare i fedeli sudditi scozzesi. Oxford capitolò a seguito dell'assedio di quell'anno, e dalla fine del settembre del 1646 Carlo non disponeva più di alcuna guarnigione in Inghilterra che gli fosse fedele, dopo la resa di Thomas Blagge al Castello di Wallingford in seguito a una serie di ripetuti assedi condotti da Fairfax. Nel gennaio del 1647 il re venne consegnato dagli scozzesi ai commissari del parlamento inglese. Fairfax incontrò personalmente il re presso Nottingham, e lo accompagnò nel suo soggiorno a Holdenby House, trattandolo con il massimo rispetto. "Il generale", disse Carlo, "è un uomo d'onore, e mantiene per sé le parole come piace a me".
Con il crollo della causa realista iniziò un periodo di confusi negoziati tra il parlamento ed il re, tra il re e gli scozzesi e tra i presbiteriani e gli indipendenti, dentro e fuori dal parlamento. In questi negoziati il New Model Army  iniziò subito a rivestire un ruolo rilevante. Il generale venne posto nella non felice posizione di intermediario tra i suoi ufficiali ed il parlamento, circa i mancati pagamenti e le indennità di guerra. I membri del parlamento premevano sempre più per una diretta imputazione della guerra a Carlo I, facendo sentire Fairfax sempre più a disagio come riformatore pur sempre proveniente da una famiglia dell'aristocrazia.

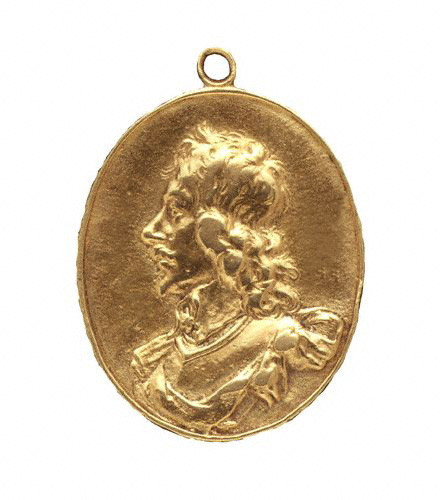
Medaglia in oro rappresentante Thomas Fairfax di profilo, 1645. National Portrait Gallery

Fairfax si sentiva maggiormente a suo agio sui campi di battaglia che non negli ambienti della politica e, trovando gli eventi per lui troppo difficili, con i suoi ufficiali che premevano per seguire Cromwell più che lui in quanto giudicato maggiormente radicale, egli fu tentato di licenziarsi dal suo ruolo di comandante in capo dell'esercito, ma venne persuaso dallo stesso Cromwell a resistere in carica. Poco prima dello scoppio della Seconda guerra civile inglese, Fairfax succedette a suo padre nella baronia di famiglia e nell'incarico di governatore di Hull. Sul campo contro i realisti inglesi nel 1648 egli dispiegò tutte le proprie energie ed abilità, e le sue operazioni culminarono con il successo dell'assedio di Colchester, dopo la cui resa egli approvò l'esecuzione dei leader realisti sir Charles Lucas e sir George Lisle, ritenendo che questi ufficiali avessero essenzialmente tradito il loro giuramento alla causa parlamentare. Nel medesimo periodo, Cromwell sconfisse gli scozzesi a Preston, e gli indipendentisti si trovarono praticamente privi di poteri.
John Milton, in un sonetto scritto durante l'assedio di Colchester, disse che il generale era l'uomo ideale per dare un nuovo assetto al regno, ma la crisi era ora sotto gli occhi di tutti. Fairfax era d'accordo con Cromwell e i capi dell'esercito nel chiedere una punizione per Carlo I, continuando a rimanere capo delle armate. Sebbene non vi avesse preso parte personalmente, approvò la Purga di Pride (6 dicembre 1648). Fu a questo punto che iniziò per lui un periodo di non facile gestione, in quanto venne posto a capo dei giudici che avevano il compito di inquisire il sovrano. Sapendo però che ogni sforzo sarebbe stato fatto da Cromwell e dai suoi sostenitori in parlamento e nella commissione giudicante per incriminare Carlo I e condurlo alla forca, egli si rifiutò di agire come giudice. Fairfax non aveva mai desiderato la morte del re, ma solo riportarlo entro i ranghi dai quali era uscito. Quando al processo venne chiamato il nome di Fairfax, dalla folla presente si alzò la voce di una donna che disse che lord Fairfax non sarebbe stato presente al processo e non avrebbe avuto mai più intenzione di sedere assieme ai signori convocati. Questa voce era quella di lady Fairfax. Nel febbraio del 1649 Fairfax venne eletto Membro del Parlamento per la circoscrizione di Cirencester nel Breve Parlamento.
L'ultimo atto di Fairfax come comandante in capo fu la soppressione dei livellatori ammutinati a Burford nel maggio del 1649. Una volta data la sua adesione al nuovo ordine delle cose, venne rinominato generale ma si dedicò unicamente all'esercito, allontanandosi sempre più dalla politica; quando nel 1650 gli scozzesi dichiararono Carlo II quale loro nuovo sovrano riconosciuto, ed il Consiglio di Stato inglese capeggiato da Cromwell si risolse ad inviare l'esercito in Scozia per prevenire l'invasione dell'Inghilterra, Fairfax diede le dimissioni dal proprio incarico. Cromwell desiderava continuare a conservarlo come comandante in capo dell'esercito come aveva fatto durante la guerra, ma Fairfax non poteva sostenere anche questa guerra. Cromwell venne nominato a sostituirlo col ruolo di "capitano generale e comandante in capo di tutte le forze levate o da levarsi per l'autorità del parlamento nel Commonwealth d'Inghilterra".

### Dopo la guerra

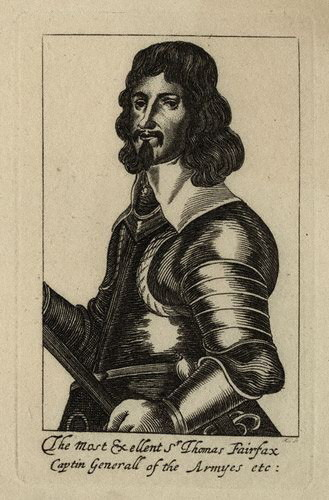
The Most Excellent Thomas Fairfax, Captain Generall of the Armyes etc, incisione degli anni '40 del XVII secolo. National Portrait Gallery

Nel 1654 Fairfax venne eletto parlamentare per la nuova costituente di West Riding nel Primo parlamento del Protettorato. Gli venne garantita una pensione annua di 5.000 sterline e visse perlopiù ritirato nella sua casa nello Yorkshire, a Nunappleton ove rimase sino alla morte del Lord Protettore nel 1658, guadagnandosi però il posto di protagonista nel poema Upon Appleton House di Andrew Marvell. I problemi che dovette affrontare in quegli anni il Commonwealth richiesero un ritorno di lord Fairfax all'attività politica, e nel 1659 egli venne eletto parlamentare per la costituente dello Yorkshire nel Terzo parlamento del Protettorato. Per l'ultima volta la sua apparizione sul campo di battaglia si ebbe quando George Monck lo invitò ad assistere alle operazioni contro le armate di John Lambert. Nel dicembre del 1659 si pose a capo di un corpo di uomini dello Yorkshire, al punto che riuscì a far sì che i 1.200 cavalieri di Lambert si unissero a lui assieme al generale Lambert, assicurando la piena restaurazione della monarchia. Per queste azioni, assieme ad altri atti onorevoli condotti durante la guerra civile, egli ebbe grandi onori anche da parte dei realisti. Nell'aprile del 1660 Fairfax venne rieletto parlamentare per lo Yorkshire nel Convention Parliament. Venne quindi posto a capo della commissione nominata dalla Camera dei Comuni di attendere Carlo II all'Aia e di scortarlo nel suo ritorno trionfale in Inghilterra. Fairfax fornì al sovrano il cavallo che lo accompagnò nella sua incoronazione.
Gli ultimi undici anni di vita, lord Fairfax li trascorse in ritiro nella sua abitazione nello Yorkshire. Fairfax morì a Nunappleton e venne sepolto a Bilbrough, presso York, nella chiesa di San Giacomo.

## Matrimonio e figli
Thomas Fairfax sposò la nobildonna Anne de Vere, figlia di Horace Vere, I barone Vere di Tilbury e di sua moglie, Mary Tracy, il 20 giugno 1637. La coppia ebbe una figlia, Mary Fairfax (30 luglio 1638 - 20 ottobre 1704), che sposò poi George Villiers, II duca di Buckingham.
Sir Thomas venne succeduto nel titolo di lord Fairfax da un cugino, Henry Fairfax.